# Oreophryne inornata
Oreophryne inornata är en groddjursart som beskrevs av Richard G. Zweifel 1956. Oreophryne inornata ingår i släktet Oreophryne och familjen Microhylidae. IUCN kategoriserar arten globalt som livskraftig. Inga underarter finns listade i Catalogue of Life.